# Touché
Touché (fr. rørt eller ramt) et udtryk som anvendes i flere sammenhænge.

## Eksempler
Udtrykket anvendes blandt andet i følgende situationer:

### Sport
- fægtesporten, som en markering af et godkendt stød mod den korrekte del af kroppen, det er tilladt at ramme.

### Musik
- bruges touche (ikke touché!) som hyldest til et orkesters veludførte indsats.
- touche: en fanfare i stigende og faldende treklange.

### Diskussion
- i en diskussion med  en modpart hvor denne angiveligt har ret  etc.

## Hypotetiske eksempler
Eksemplerne skal betragtes som hypotetiske:
- Person A) – Har I prøvet med andet end sennep?
- Person B) – Nej, nu er det jo en sennepsfabrik.
- Person A) – Touché

eller
- Person A) - Vi burde kun støtte den danske industri.
- Person B) - Jamen du køber kun billig polsk frugt
- Person A) - Touché

eller
- Person A) – Det lyder lige lovlig venstreorienteret det der.

- Person B) – Men. jeg stemmer jo også til venstre for midten.

- Person A) – Touché

 Der er for få eller ingen kildehenvisninger i denne artikel, hvilket er et problem. Du kan hjælpe ved at angive troværdige kilder til de påstande, som fremføres i artiklen.